# 灰叶槭
灰叶槭（学名：Acer poliophyllum）为槭树科槭属下的一个种。

## 扩展阅读
維基物種上的相關：灰叶槭